# Pere Navarro Gómez
Pere Navarro Gómez (Cambrils, Baix Camp, 1958) és un filòleg i professor de la Universitat Rovira i Virgili de Tarragona que s'ha especialitzat en el camp de la gramàtica històrica, la dialectologia catalana i la geolingüística.
Ha centrat la major part de la seva investigació en els parlars del Sud de Catalunya i de les terres frontereres de l'Aragó, sent una autoritat en el camp de la dialectologia.
En el passat Navarro ha pres part de les representacions del Ball de Dames i Vells de Tarragona. Per la seva vinculació amb la cultura popular i la Setmana Santa tarragonina fou pregoner d'aquestes festes l'any 2023.

## Obra
Llibres
- El parlar de Cambrils (Baix Camp). Estudi fonètic, morfosintàctic i lèxic (2012), 520 p. Cossetània Edicions. ISBN 978-84-15456-39-1
- Aproximació geolingüística als parlars del Matarranya (2005) Associació Cultural del Matarranya. ISBN 84-88477-42-2
- Aproximació geolingüística als parlars de la Ribera d'Ebre (2000). Centre d'Estudis de la Ribera d'Ebre. ISBN 84-921864-5-3
- Aproximació geolingüística als parlars del Priorat. (2000) Carrutxa. ISBN 84-87580-11-4
- Els parlars de la Terra Alta.(1996) Diputació de Tarragona, 1996. 2 vols. Vol.1 - Estudi Geolingüístic, Vol.2 - Atles Lingüístic de la Terra Alta
- El parlar de la Fatarella (Terra Alta) : estudi fonètic, morfosintàctic i lèxic. (1992) Pròleg de Joan Veny. 123 p. Gràfiques del Matarranya). ISBN 8460483665
- Llengua i nació a l'entorn del mil·lenari .(1990) 17 p. Ajuntament de Cambrils

Articles
- "La dialectologia catalana a la Universitat Rovira i Virgili: Els microatles lingüístics de les comarques de l'Ebre". (2017) Estudis Romànics. [Barcelona: Institut d'Estudis Catalans. Secció Filològica], Vol. XXXIX, p. 361-374
- "Els parlars de transició entre el català occidental i l'oriental". (1999) Caplletra: revista internacional de filologia, n. 26. p. 91-106 0214-8188, Nº. 26,

Obres d'autoria compartida
- Oriol, Carme; Navarro, Pere; Sales, Mònica. Literatura oral a Faió, Favara, Maella i Nonasp. Calaceit (2005) Associació Cultural del Matarranya
- Cubells Bartolomé, Olga; Navarro Gómez, Pere. Estàndard i variació diatòpica : El model estàndard en els mitjans de comunicació locals escrits de la Ribera d'Ebre (2003) A: "Jornades sobre la Llengua a les Comarques de Tarragona". p 541-549 Departament de Cultura
- Joan Martí i Castell, Joan; Pradilla, Miquel Àngel; Navarro, Pere. Comentari lingüístic de textos (1990). Columna. ISBN 84-7809-079-7